# Alexander Gennadjewitsch Jagubkin
Alexander Gennadjewitsch Jagubkin (russisch Александр Геннадьевич Ягубкин; * 25. April 1961 in Donezk, Ukrainische SSR, UdSSR; † 7. August 2013 ebenda) war ein sowjetischer Amateurboxer.

## Karriere
Alexander Jagubkin begann 1974 mit dem Boxsport. Sein erster internationaler Erfolg war ein dritter Platz bei den Juniorenweltmeisterschaften 1979 in Yokohama, er verlor dort im Halbfinale gegen den US-Amerikaner Marvis Frazier.
Jagubkin gewann in seiner Laufbahn drei Mal (1981 in Tampere, 1983 in Warna sowie 1985 in Budapest) die Europameisterschaft im Schwergewicht. Er besiegte dabei unter anderem 1981 im Finalkampf Jürgen Fanghänel und 1983 den Niederländer Arnold Vanderlyde. Bei den Europameisterschaften 1987 in Turin trat er im Superschwergewicht an und konnte auch in dieser Gewichtsklasse den Endkampf erreichen, unterlag dort jedoch gegen Ulli Kaden.
1982 nahm er erstmals an den Weltmeisterschaften teil und konnte sich bei den in München ausgetragenen Titelkämpfen mit einem erneuten Finalsieg über Fanghänel den Titel sichern. Bei den Weltmeisterschaften 1986 in Reno verlor er dann allerdings bereits im Viertelfinale gegen Michael Bentt.
Weitere Erfolge Jagubkins waren der zweite Platz beim Weltcup 1981 in Montreal und die Weltcupsiege 1983 in Rom und 1985 in Seoul, dort mit einem Halbfinalsieg über Bentt. Eine Teilnahme an den Olympischen Spielen 1984 blieb ihm verwehrt, da die Sowjetunion diese Spiele boykottierte.